# Гаррієт (черепаха)
Гаррієт (англ. Harriet; бл. 1830 — 23 червня 2006) — самиця галапагоської черепахи (Geochelone nigra porteri), яка жила в зоопарку Австралії (Бірва, Австралія). Приблизний вік черепахи-довгожителя становив 175 років, вважається третьою за віком, після Туї Маліла (помер у віці 188 років) та Адвайти (помер у віці 255 років).

## Історія

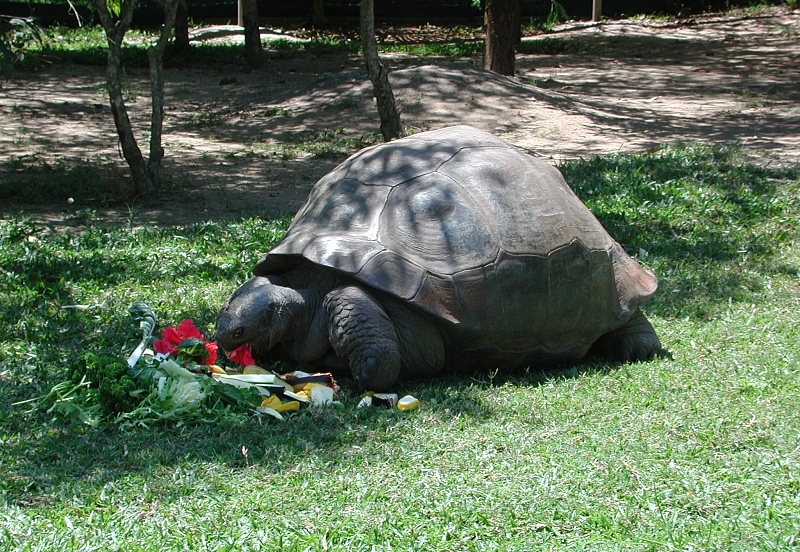
Гаррієт у 2002

Можливо, що її виявив Чарлз Дарвін протягом свого візиту до Галапагоських островів 1835 року, у рамках навколосвітньої подорожі. Гаррієт спершу потрапила до Англії, а тоді Джон Вікем, колишній капітан HMS Beagle, забрав її до Австралії. Однак, є сумніви щодо цієї історії, враховуючи, що Дарвін ніколи не ступав на острів, звідки походить сама черепаха.
Гаррієт вважалася самцем і тому первинно була названа «Гаррі» на честь Гаррі Окмена (англ. Harry Oakman), засновника Брисбенського зоологічного саду. Це було виправлено в 1960-их після відвідин директора зоопарку Гонолулу.
15 листопада 2005 року було відзначено її день народження у зоопарку Австралії. На заході були присутні: Скотт Томсон (англ. Scott Thomson), дослідник її історії, три покоління родини Флея (англ. Fleay), Робін Стюарт (англ. Robin Stewart), автор книги «Черепаха Дарвіна» (англ. Darwin's Tortoise) та сотні інших людей, які були пов'язані із черепахою протягом останньої частини її життя.
Гаррієт померла у своєму загоні 23 червня 2006 від серцевої недостатності, після короткотривалої хвороби.

## Хроніка
- бл. 1828—1832: Гаррієт вилуплюється, можливо на острові Санта-Крус.
- 1835: Гаррієт виявляє Чарлз Дарвін і забирає її до Англії.
- 1841: Джон Вікем звільняється із лав Королівського флоту й переїжджає до Австралії. Із собою він перевіз три черепахи.
- 1859: Перша публікація роботи Дарвіна «Походження видів».
- бл. 1860: Орієнтовно тоді три черепахи було розміщено у Брисбенському зоологічному саду, оскільки Вікем поїхав у Францію.
- бл. 1870: Перші свідчення про Гаррієт.
- 1882: Помирає Чарлз Дарвін.
- 1942: Помирає Том, один із трьох черепах. Його тіло зберігається у Квінслендському музеї.
- 1952: Гаррієт переміщують до заповідника Fleay (англ. Fleay's Fauna Sanctuary).
- 1987: Гаррієт переміщують до Квінслендського парку рептилій (Зоопарк Австралії).
- 1995: Презентація історії Гаррієт та результатів досліджень.
- 2005: Гаррієт виповнюється 175 років, на дні народження присутні люди, які мали стосунок до її історії.
- 2006: Гаррієт помирає від серцевої недостатності 23 червня[6][7]

## Виноски
1. ↑  'Clive of India's' tortoise dies. BBC News. Архів оригіналу за 26 липня 2017. Процитовано 6 липня 2013.
2. ↑  Harriet finally withdraws after 176 years. Sydney Morning Herald. 23 червня 2006. Архів оригіналу за 2 липня 2006. Процитовано 13 листопада 2015.
3. ↑  Harriet Dies. ABC News. Архів оригіналу за 23 вересня 2015. Процитовано 13 листопада 2015.
4. ↑  Harriet the Tortoise dies at 175. BBC News. 23 червня 2006. Архів оригіналу за 31 грудня 2008. Процитовано 13 листопада 2015.
5. ↑  Zoo celebrates Harriet the tortoise's 175th birthday. BBC News. Архів оригіналу за 25 листопада 2005. Процитовано 13 листопада 2015.
6. ↑  Harriet timeline. Mirror.co.uk. Архів оригіналу за 26 квітня 2009. Процитовано 8 червня 2022.
7. ↑  Thomson, Scott; Irwin, Steve; Irwin, Terri (April 1998). Harriet, The Galapagos Tortoise. Disclosing One and a Half Centuries of History. Reptilia. Архів оригіналу за 17 березня 2013. Процитовано 6 липня 2013.